# Emil Goldschmidt
Emil Goldschmidt (geboren 1901 in Nürnberg; gestorben 1990 in Hamburg) war ein deutsch-chilenischer Germanist und Soziologe, Lehrer, Schulleiter und Hochschullehrer.

## Familie
Emil Goldschmidt wuchs in Nürnberg als eines von sechs Kindern des Julius Jona Goldschmidt (1866–1931) und der Caroline Leah (1868–1941), geborene Hess, auf. Emil Goldschmidt hatte fünf Geschwister, eine ältere Schwester Frieda (1897–1988), drei ältere Brüder, Bruno (1899–1918), Ludwig (1894–1915) und Moritz (1892–1918), die alle im Ersten Weltkrieg an der Front fielen, außerdem einen jüngeren Bruder Richard (1907–1989).

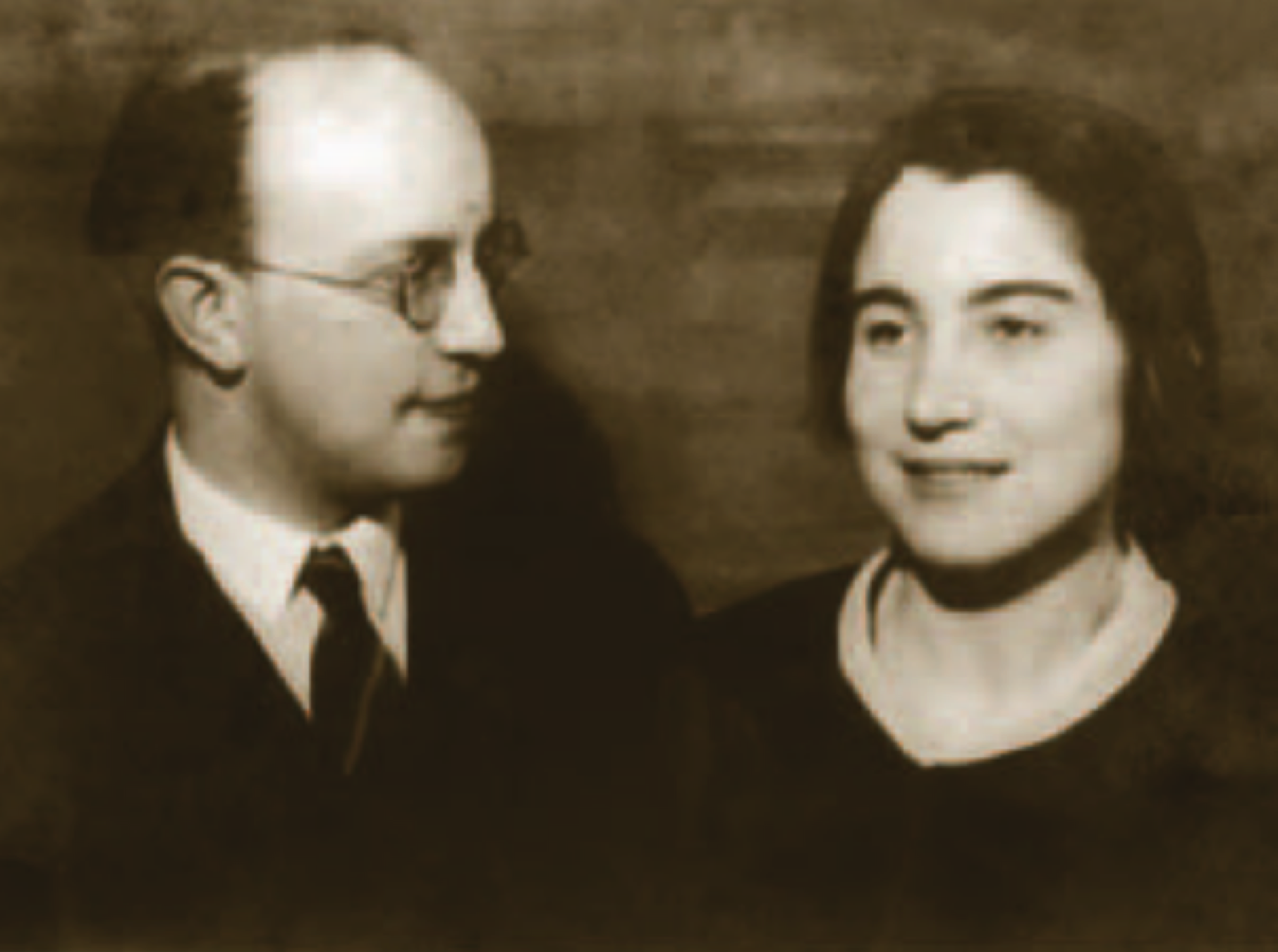
Emil Goldschmidt mit seiner ersten Ehefrau Edith, geb. Hirsch, um 1932

Emil Goldschmidt heiratete Anfang der 1930er Jahre Edith, geborene Hirsch (geboren am 13. Januar 1907 in Burgsteinfurt; gestorben am 28. August 1996 in Bonn), die er in Hamburg kennengelernt hatte, während sie an der Universität Hamburg und an der Universität Münster Philologie mit dem Ziel des Lehramts studierte.
Aus der Ehe ging die Tochter Eva-Miriam (geboren am 13. Juli 1934 in Stuttgart; gestorben am 7. August 2021 in Bloomington, Illinois, USA), genannt „Eva“, hervor. Nach dem Ende des Zweiten Weltkrieges trennte sich das Paar, dessen Beziehung die Belastungen der Zeit des Nationalsozialismus und der Emigration nicht ohne Entfremdung überstanden hatte. Erst 1957, nach rund einem Jahrzehnt der Trennung, wurde die Ehe in Chile geschieden.
Emil Goldschmidt lernte während der langen Trennungsphase Esther (1912–1987), geborene Lucero, aus Valparaíso kennen, eine Baptistin. Aus dieser Beziehung ging der Sohn Mario (1947–) hervor, dessen Eltern erst Ende der 1950er Jahre heirateten.

## Leben
Nach Schulbesuch in Nürnberg und Studium der Germanistik und Soziologie in Hamburg lehrte Goldschmidt unter Ernst Lutwin Loewenberg bis 1931 als Studienrat an der 1863 von dem Mediziner Moritz Katzenstein gegründeten jüdischen Privatschule in der Johnsallee 33 in Hamburg-Rotherbaum. Diese firmierte seit 1892 als Lyzeum Dr. J. Loewenberg, war seit 1912 staatlich anerkannt, später als Realschule auch für nicht-jüdische Schülerinnen offen, und firmierte die beiden letzten Jahrzehnte als Anerkannte höhere Mädchenschule Lyzeum von Dr. J. Loewenberg. Die Privatschule rechnete sich der von Alfred Lichtwark begründeten reformpädagogischen Kunsterziehungsbewegung zu.

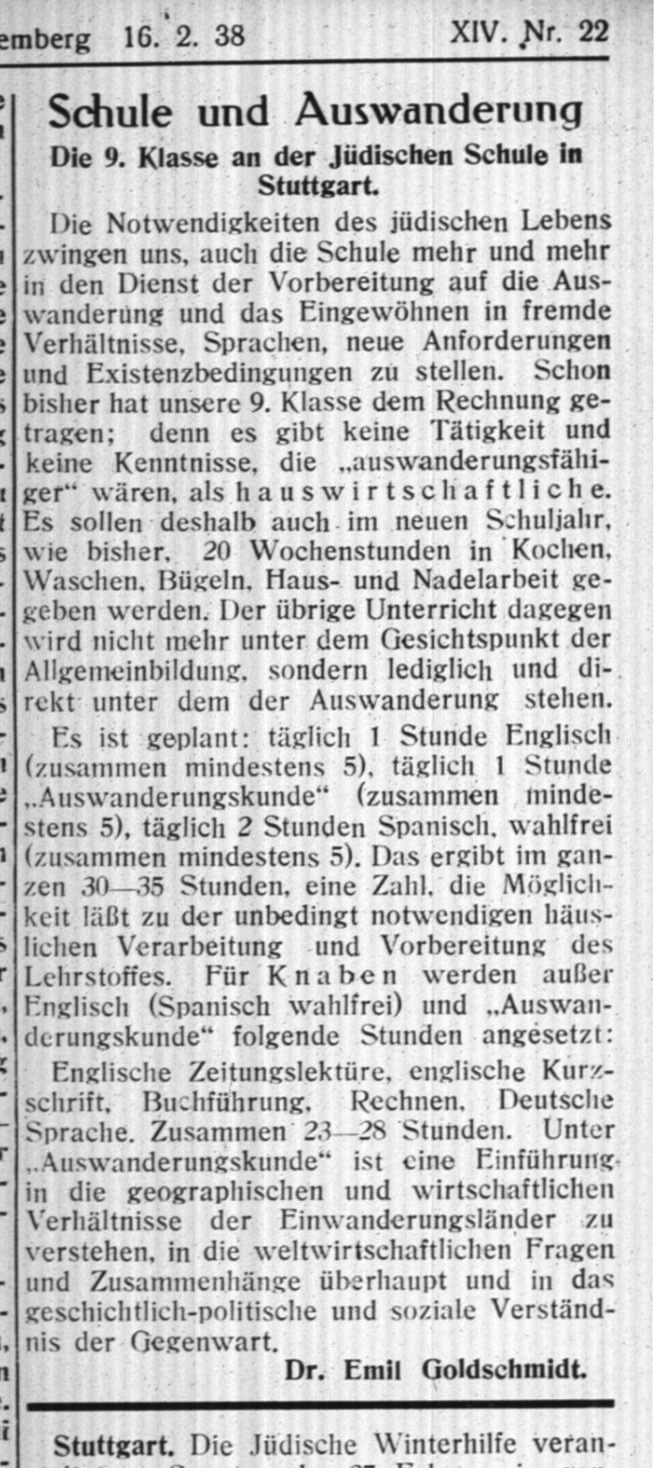
Zeitungsartikel Schule und Auswanderung von Emil Goldschmidt vom 16. Februar 1938

Als 1934 die Stuttgarter Synagogengemeinde im Kontext NS-staatlicher Repression gegen jüdische Schüler und Lehrkräfte die Jüdische Schule in Stuttgart gründete, wurde Goldschmidt deren Leiter, so dass er mit Frau und Baby von Hamburg nach Stuttgart umsiedelte und dort in der Zeppelinstraße 13 wohnte. In den folgenden Jahren erlebte die Kleinfamilie die Konstituierung des NS-Staats, nun aus Stuttgarter Perspektive, hautnah mit.
Im Gefolge der Pogrome der „Reichskristallnacht“ wurde Emil Goldschmidt am 10. November 1938 durch einen Stuttgarter Polizisten, den er um Hilfe gebeten hatte, zusammen mit weiteren Juden zur Gestapo gebracht. Er kam in „Schutzhaft“ und wurde in das Konzentrationslager Dachau deportiert, wo er rund drei Wochen inhaftiert war. Bei seiner Entlassung habe ihm Lagerleiter Hans Loritz unmissverständlich damit gedroht, das Deutsche Reich auf schnellstem Weg zu verlassen, weil sein Verbleib sein Ende zur Folge haben werde.
Seine Ehefrau Edith hatte seit der Festnahme ihres Ehemannes kommissarisch 1938/39 die Leitung der Jüdischen Schule der Synagogengemeinde Stuttgarts übernommen, bis ihr am 15. Oktober 1939 zusammen mit ihrer mittlerweile fünfjährigen Tochter die Emigration über den Hafen des italienischen Genua nach Santiago de Chile gelang. Die Leitung der Jüdischen Schule in Stuttgart übernahm dann im Herbst 1939 die aus Konstanz stammende Pädagogin Anna Wieler.
Emil Goldschmidt, der ein Visum für das Vereinigte Königreich bekommen hatte, konnte schon zwei Wochen später realisieren, seiner Ehefrau und seiner kleinen Tochter Eva von dort aus nach Chile zu folgen. Die Visa für Chile konnte sein jüngerer Bruder Richard Goldschmidt beschaffen, der bereits 1936 dorthin emigriert war, als es noch leichter war, Visa zu bekommen. Ein weiterer Grund war wohl, dass der 1938 gewählte chilenische Präsident Pedro Aguirre Cerda die Immigration von Juden aus Europa erleichterte. In Santiago lehrte Emil Goldschmidt später als Professor an der größten Universität des Landes, der Universidad de Chile, und an der kleineren Universidad de Santiago de Chile, die Fächer Germanistik, Deutsch (Lehramt) und Soziologie.
Seine Ehefrau Edith lehrte am Goethe-Institut in Santiago, danach wurde sie in Uruguay Leiterin der Abteilung Sprachen am Goethe-Institut in Montevideo. Allerdings habe sie sich nach Deutschland zurückgesehnt.
Die gemeinsame Tochter Eva wuchs in der Folge zweisprachig deutsch/spanisch auf und studierte später Englisch an der Universidad de Chile. Nach ihrem Abschluss unterrichtete sie am Instituto Norteamericano de Cultura Englisch und Spanisch. Am 27. Dezember 1964 heiratete Eva einen US-amerikanischen Studenten, der in einem der von ihr unterrichteten Sprachkurse saß. Mit Mark Wyman bekam sie drei Kinder, den Sohn Dan und die Zwillingsschwestern Ruth und Miriam.
Im selben Jahr remigrierte Emil Goldschmidt zusammen mit seiner zweiten Ehefrau Esther und dem gemeinsamen Sohn Mario in die Bundesrepublik und siedelte sich in einem Vorort Hamburgs an. Grund dafür war wohl, dass er aufgrund einer erneuten Kandidatur Salvador Allendes für das Amt des chilenischen Präsidenten einen kommunistischen Umsturz in Chile fürchtete. Ein solches Szenario entwickelte sich jedoch nicht, da Allende dem progressiven Christdemokraten Eduardo Frei Montalva unterlag. Nach der Erinnerung seines mittlerweile verstorbenen Sohnes Mario hatte sein Vater Emil auf keinen Fall noch einmal eine Art Machtergreifung, nun in Chile, miterleben wollen.
In Hamburg bewarb sich Emil Goldschmidt nach rund vier Jahrzehnten erneut erfolgreich für den Schuldienst. Dabei half offenbar sehr, dass man seine alte Personalakte aus den 1920er Jahren im Archiv ausfindig machen konnte. Von 1965 bis zu seiner Pensionierung im Jahr 1972 lehrte er am Staatlichen Abendgymnasium St. Georg die Fächer Deutsch und Gemeinschaftskunde.
Emil Goldschmidt verstarb 89-jährig; er wurde neben seiner drei Jahre zuvor verstorbenen zweiten Ehefrau Esther auf dem Friedhof in Hamburg-Tonndorf beigesetzt. Seine erste Ehefrau Edith Goldschmidt, die nicht wieder geheiratet hatte, verstarb 89-jährig in Bonn, seine Tochter Eva Goldschmidt Wyman 87-jährig in den Vereinigten Staaten.